# Campionato Sudamericano 1984 (hockey su pista)
Il campionato sudamericano di hockey su pista 1984 è stata la 14ª edizione del torneo di hockey su pista per squadre nazionali maschili sudamericane. Il torneo si è svolto in Argentina a San Juan dal 26 al 28 maggio 1984.
A vincere il torneo fu l'Argentina per l'ottava volta nella sua storia precedendo in classifica il Brasile.

## Formula
Il campionato Sudamericano 1984 fu disputato da quattro selezioni nazionali tramite la formula del girone all'italiana con gare di sola andata. Vennero attribuiti due punti per l'incontro vinto, uno per l'incontro pareggiato e zero in caso di sconfitta. La prima squadra classificata venne proclamata campione.

## Squadre partecipanti
| Pr. | Squadra   | Partecipazioni precedenti al torneo                                          |
| --- | --------- | ---------------------------------------------------------------------------- |
| 1   | Argentina | 1956, 1959, 1963, 1966, 1967, 1969, 1971, 1973, 1975, 1977, 1979, 1981       |
| 2   | Brasile   | 1954, 1956, 1959, 1966, 1967, 1969, 1971, 1973, 1975, 1977, 1979, 1981       |
| 3   | Cile      | 1954, 1956, 1959, 1963, 1966, 1967, 1969, 1971, 1973, 1975, 1977, 1979, 1981 |
| 4   | Uruguay   | 1954, 1956, 1959, 1963, 1967, 1969, 1971, 1973, 1981                         |

Nota bene: nella sezione "partecipazioni precedenti al torneo" le date in grassetto indicano la squadra che ha vinto quell'edizione del torneo

## Svolgimento del torneo

### Classifica finale
| Pos. | Squadra   | Pt | G | V | N | P | GF | GS | DR  |
| ---- | --------- | -- | - | - | - | - | -- | -- | --- |
| 1.   | Argentina | 6  | 3 | 3 | 0 | 0 | 20 | 3  | +17 |
| 2.   | Brasile   | 4  | 3 | 2 | 0 | 1 | 23 | 3  | +20 |
| 3.   | Cile      | 2  | 3 | 1 | 0 | 2 | 10 | 9  | +1  |
| 4.   | Uruguay   | 0  | 3 | 0 | 0 | 3 | 3  | 41 | -38 |

### Risultati
| San Juan 26 maggio 1984 | Argentina | 3 – 1 | Cile |  |

| San Juan 26 maggio 1984 | Brasile | 18 – 0 | Uruguay |  |

| San Juan 27 maggio 1984 | Argentina | 16 – 2 | Uruguay |  |

| San Juan 27 maggio 1984 | Brasile | 5 – 2 | Cile |  |

| San Juan 28 maggio 1984 | Argentina | 1 – 0 | Brasile |  |

| San Juan 28 maggio 1984 | Cile | 7 – 1 | Uruguay |  |